# Сабуро-Покровское
Сабуро-Покровское — село в Никифоровском районе Тамбовской области России. Административный центр Сабуро-Покровского сельсовета.

## География
Село находится на западе центральной части Тамбовской области, в лесостепной зоне, вблизи истока реки Криуши, к северу от автодороги Р22, на расстоянии примерно 13 километров (по прямой) к востоку-юго-востоку от Дмитриевки, административного центра района. Абсолютная высота — 172 метра над уровнем моря.

## История
Основание села относится к XVIII веку. Упоминается оно в документах ревизской сказки 1762-1767 годов как деревня Покровская, которая принадлежит коллежскому секретарю Ивану Зубареву и заселена крепостными крестьянами (230 человек в 27 домах).
В документах очередной четвертой ревизии 1782 года уточняется географическое положение деревни Покровской. Она названа сельцом Покровским, принадлежавшим коллежскому асессору Ивану Павловичу Зубареву, у которого было 208 человек дворовых людей и крестьян.

## Население
| 2002 | 2010  |
| ---- | ----- |
| 1509 | ↘1372 |

### Половой состав
По данным Всероссийской переписи населения 2010 года в гендерной структуре населения мужчины составляли 44,1 %, женщины — соответственно 55,9 %.

### Национальный состав
Согласно результатам переписи 2002 года, в национальной структуре населения русские составляли 99 % из 1509 чел.

### Известные жители
- Зотов, Игорь Михайлович (1928—1995) — агроном в совхозе «Маяк» в селе Сабурово-Покровское, директор совхоза «Маяк» Никифоровского района; Герой Социалистического Труда (1973).